# Bier in Noorwegen

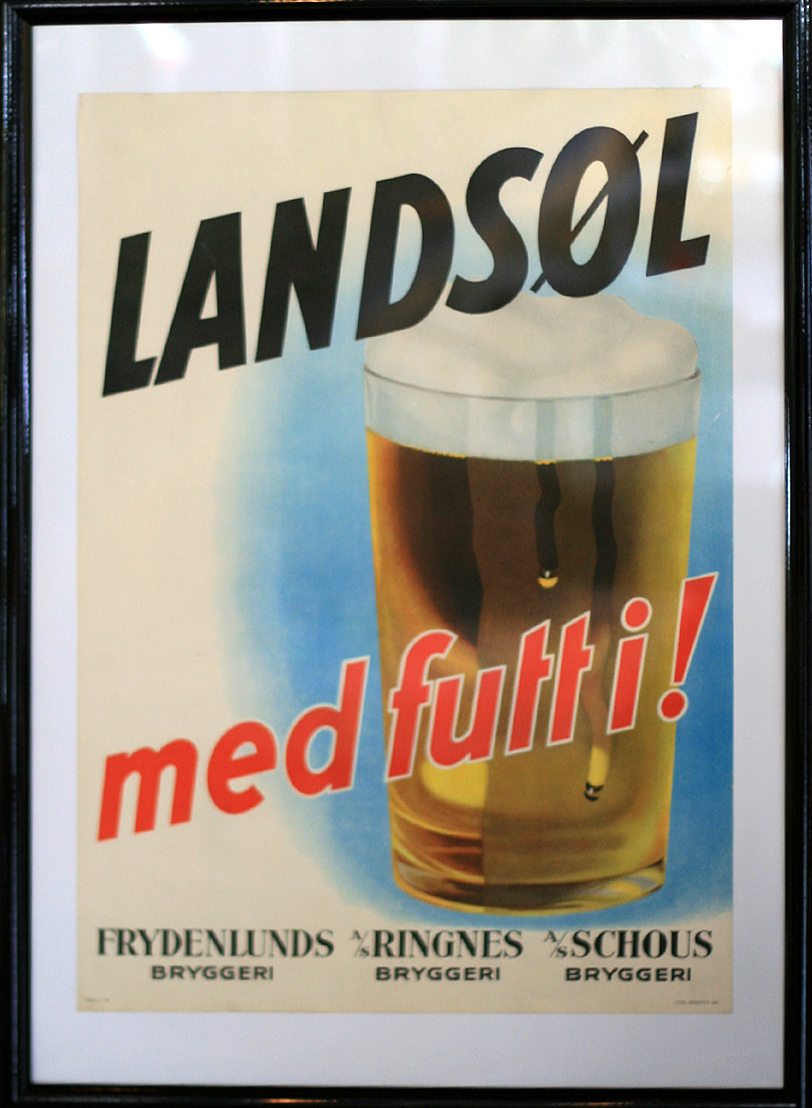
Reclamebord voor Landsøl

Bier in Noorwegen heeft een lange geschiedenis die minstens 1000 jaar teruggaat. Begin 19e eeuw had bijna elke boerderij haar eigen brouwhuis (bryggehus). In het begin van de 20ste eeuw werd het bierbrouwen geïndustrialiseerd en het thuisbrouwen verboden.
De Noorse biermarkt wordt gedomineerd door twee grote brouwerijgroepen, Carlsberg-Ringnes, gevestigd in Oslo en Kopenhagen, Denemarken en het kleinere Hansa Borg Bryggerier met vestigingen in Bergen en Sarpsborg. Behalve Noorse bieren worden er ook buitenlandse bieren in licentie gebrouwen. De populairste bierstijl in Noorwegen is zoals in de meeste landen pils (92%).
Ten gevolge van de beperkingen die zijn ingesteld door de overheid, zijn bieren met een alcoholpercentage boven 4,75% enkel verkrijgbaar in de staatsslijterijen Vinmonopolet. Wegens deze beperkingen verlagen buitenlandse brouwerijen het alcoholgehalte van hun bieren om deze te kunnen verkopen in Noorse supermarkten.
In 1993 werd de bierconsumentenvereniging Norske Ølvenners Landsforbund (NORØL) opgericht, lid van de European Beer Consumers Union, vereniging ter bevordering en ontwikkeling van de biercultuur.
In tegenstelling met de omliggende landen kwam de opstart van microbrouwerijen in Noorwegen maar laat op gang.

## Cijfers 2013
- Bierproductie: 2,338 miljoen hl
- Export: 6.000 hl
- Import: 80.000 hl
- Bierconsumptie: 2,452 miljoen hl
- Bierconsumptie per inwoner: 48 liter
- Actieve brouwerijen: 51[2]

## Brouwerijen (niet-complete lijst)
- Ringnes Bryggeri, Oslo (deel van de Carlsberg-Ringnes groep)
  - E.C. Dahls Bryggeri, Trondheim
  - Arendals Bryggeri, Arendal
  - Bryggeri Nordland, Bodø
- Hansa Borg Bryggerier
  - Borg Bryggerier, Sarpsborg
  - Hansa Bryggeri, Bergen
  - Christianssands Bryggeri, Kristiansand
- Aass Bryggeri, Drammen
- Macks Ølbryggeri, Tromsø
- Grans Bryggeri, Sandefjord
- Nøgne Ø, Grimstad

## Bieren

### Indeling in klassen
In Noorwegen worden de bieren in 4 categorieën ingedeeld:
- Klasse A: bier met een alcoholpercentage lager dan 0,7% (alcoholvrij bier), vrij verkrijgbaar.
- Klasse B: bier met een alcoholpercentage tussen 0,7 en 2,75% (lettøl of light bier), kan vrij verkocht worden aan personen vanaf 18 jaar.
- Klasse C: bier met een alcoholpercentage tussen 2,75% en 3,75% (een categorie die zelden voorkomt).
- Klasse D: bier met een alcoholpercentage tussen 3,75% en 4,75%, kan op de meeste plaatsen gekocht worden in de supermarkten (voor 20:00 ’s avonds in de week en 18:00 op zaterdag) maar in sommige regio’s enkel in drankwinkels met licentie, aan personen vanaf 18 jaar.
- Bier met een alcoholpercentage boven 4,75% wordt beschouwd als sterkøl of zwaar bier en mag enkel verkocht worden in de staatsslijterijen Vinmonopolet aan personen vanaf 18 jaar.

### Bierstijlen
- Pilsner, het meest verkochte bier met een marktaandeel van 92%.
- Bayer, een donkere lager afkomstig uit Beieren. De Noorse versie is iets zoeter dan de Duitse. Voor de Tweede Wereldoorlog was dit het best verkochte commerciële bier, maar sindsdien is het door de opkomst van pils steeds minder verkocht. Het marktaandeel slonk van 20% in 1950 naar amper 0,2% in 2004.
- Juleøl, een donker moutig kerstbier.
- Bokkøl, een donkere lager, meestal rond 6-7% met een zoete complexe smaak. Oorspronkelijk afkomstig uit Duitsland waar het bekend is als bockbier.

### Biermerken (niet-complete lijst)
- Ringnes, het meest verkochte bier van het land
- Hansa, ’s lands tweede grootste biermerk
- Aass
- Mack
- CB
- Borg
- E.C.Dahls
- Tou
- Frydenlund
- Lundetangen
- Grans
- Arendals
- Nøgne Ø
- Spitsbergen